# Харьковское правописание
Харьковское правописание (укр. харківський правопис), или правописание Голоскевича (укр. правопис Голоскевича), или скрыпниковка (укр. скрипниківка) — правописание украинского языка, принятое в 1927 году путём голосования на Всеукраинской конференции правописания (Всеукраїнська правописна конференція), проходившей в Харькове, в то время — столице УССР.
В настоящее время харьковское правописание использует значительная часть изданий украинской диаспоры (Канада, США, Германия, Австрия и др.).

## Возникновение
В 1926 году был опубликован для обсуждения проект украинского правописания. Среди участников проекта были известные украинские учёные Агафангел Крымский, Леонид Булаховский, Елена Курило, Алексей Синявский, Евгений Тимченко, Николай Грунский, Всеволод Ганцов, Николай Наконечный, Григорий Голоскевич, Борис Ткаченко и другие. Членами комиссии по правописанию были также литераторы Майк Йогансен, Сергей Ефремов, Микола Хвылевой, Михаил Яловый. Большинство из них были впоследствии репрессированы.
Во Всеукраинской конференции по правописанию, состоявшейся в Харькове в 1927 году, участвовали 4 чиновника Наркомпроса Украины, 5 академиков, 28 университетских профессоров лингвистики и филологии, 8 учителей, 7 журналистов и 8 писателей. Принимали участие также три представителя Западной Украины: Кирилл Студинский, Илларион Свенцицкий, Василий Симович.
Участники конференции одобрили новое правописание, за исключением ряда правил. В первую очередь это касалось спорных правил написания л—ль и г—ґ. На конференции был избран Президиум комиссии по правописанию в составе 5 человек. Комиссия утвердила в 1928 году компромиссное решение по поводу дискуссионных правил, в котором были приняты во внимание традиции как галицкой, так и днепровской украинской литературы.
Правописание утвердил 6 сентября 1928 года народный комиссар просвещения УССР Николай Скрыпник, из-за чего данное правописание иногда именуют «скрыпниковским».
31 марта 1929 года его приняла Украинская академия наук, а 29 мая того же года — Научное общество имени Тараса Шевченко во Львове (в то время — в составе Польши).

## Отмена
В 1933 году комиссия по правописанию во главе с А. Хвылей переработала украинское правописание, признав нормы 1927—1929 годов «националистическими».
4 октября 1937 года в газете «Правда» появилась критическая статья, требовавшая приближения норм украинского языка к русскому.
После этого Политбюро ЦК КП(б)У утвердило постановление, согласно которому:
«Считать необходимым дать на страницах газеты „Комуніст“ развёрнутую, подробную критику искажений и ошибок, допущенных в „Словаре“, в частности, связанных с протаскиванием в украинский язык польских и прочих иностранных слов в то время, когда для обозначения новых понятий есть более близкие и хорошо знакомые украинскому народу русские слова. Поручить комиссии рассмотреть все исправления, которые будет необходимо внести в словарь».

## Особенности
'§ 81.Українські географічні назви взагалі треба віддавати на письмі в їх народньо-історичній формі…
2. Назви міст кінчаються на -ське, -цьке (а не -ськ, -цьк): Волочинське, Старобільське, Пинське, Зінов’ївське, Луцьке і т. ін.

Відмінюються такі назви як прикметники: із Старобільського, під Волочинським і т. ін.
Перевод:
§ 81.Украинские географические наименования в общем следует писать в их народно-исторической форме…
2. Наименования городов заканчиваются на -ське, -цьке (а не -ськ, -цьк): Волочинське, Старобільське, Пинське, Зінов’ївське, Луцьке и др.

Склоняются такие наименования, как прилагательные: «із Старобільського», «під Волочинським» и т. п.

## Сравнение харьковского правописания с современным украинским и белорусской тарашкевицей
Харьковское правописание схоже с классическим правописанием белорусского языка, известным как тарашкевица, в области написания заимствованных слов.
Примеры:
1. Принцип передачи заимствований из древнегреческого языка по эразмову чтению. Передача греческой буквы θ — всегда через «т», а не через «ф», а η — через «е», а не «і» или «и».
2. Написание зарубежных географических названий как можно ближе к оригиналу, передача европейского звука «g» через «ґ» а не «г».

| Современное официальное правописание белорусского языка | Классическое правописание (Тарашкевица) | Современное официальное правописание (новое правописание с 2019 года) украинского языка | Харьковское правописание |
| ------------------------------------------------------- | --------------------------------------- | --------------------------------------------------------------------------------------- | ------------------------ |
| Эфір                                                    | Этэр                                    | Ефір или Етер                                                                           | Етер                     |
| Кафедра                                                 | Катэдра                                 | Кафедра или Катедра                                                                     | Катедра                  |
| Класічны                                                | Клясычны                                | Класичний                                                                               | Клясичний                |
| Блок                                                    | Блёк                                    | Блок                                                                                    | Бльок                    |
| Лагуна                                                  | Ляґуна                                  | Лагуна                                                                                  | Ляґуна                   |
| Агрэст                                                  | Аґрэст                                  | Аґрус                                                                                   | Аґрус, Аґрест            |

## Попытки возрождения в 1990-е годы
В начале 1990-х годов филологи и политические деятели неоднократно выступали с требованиями восстановить по крайней мере некоторые нормы харьковского правописания. Впервые были изданы на Украине многие книги эмигрантов, причём именно в харьковском правописании. Явочным порядком были изданы несколько словарей, пользовавшихся данным правописанием. Тем не менее, из всех предложений было принято лишь возвращение буквы «ґ».